# Jacob W.F. Sundberg
Jacob Vilhelm Fredrik Sundberg, född 29 maj 1927 i Stockholm, död 27 juli 2023 i Engelbrekts distrikt i Stockholm, var en svensk professor i allmän rättslära vid Stockholms universitet.

## Biografi
Jacob W.F. Sundberg var son till professor Halvar Sundberg och Margit Hammarberg samt bror till professor Johan Sundberg, professor Malin Falkenmark och lagmannen Brita Sundberg-Weitman. 
Han studerade vid Uppsala universitet där han blev jur.kand. 1948. Han inledde sin rättsvetenskapliga bana inom transporträtten och disputerade 1962 för juris doktorsgraden vid Stockholms universitet på avhandlingen Air charter: a study in legal development  och blev samma år docent vid Stockholms universitet. Sundberg var preceptor i civilrätt vid Stockholms universitet 1963–1970 och professor i allmän rättslära 1970–1993. Han verkade också som gästprofessor i New York 1968, Sydney 1977, Boston (Fletcher School of Law and Diplomacy) 1982 och Akron 1986. Han utnämndes 1976 till docent i lufträtt vid Åbo Akademi i Finland.
Jacob W.F. Sundberg var reservofficer med kaptens tjänstegrad och han invaldes 1967 i Kungliga Örlogsmannasällskapet som korresponderande ledamot. Därefter var Sundberg verksamhetsledare för Institutet för Offentlig och Internationell Rätt, IOIR, i Stockholm.

### Rättspatos
Sundberg gjorde sig känd i den allmänna debatten som en kraftfull förespråkare för medborgerliga rättigheter och rättssäkerhet samt som en skarp kritiker av maktmissbruk från myndigheters sida gentemot enskilda. Han engagerade sig starkt i den uppmärksammade rättegången inför Europadomstolen i Strasbourg, som två fastighetsägare från Stockholm, Sporrong och Lönnroth, drev mot den svenska staten i ett mål rörande huruvida den då gällande svenska lagstiftningen, kallad Lex Norrmalm, avseende fastighetsexpropriering, var förenlig med Europakonventionens egendomsskydd. Europadomstolen biföll Sporrong och Lönnroths talan i en dom 1982. Som en följd härav tvingades Sverige förändra lagstiftningen i sådan riktning att den skulle stå i överensstämmelse med Europakonventionen. I ett senare avgörande av domstolen befanns svenska staten vara skadeståndsskyldig gentemot Sporrong och Lönnroth, då staten inte hade fullgjort sina förpliktelser i enlighet med konventionen, vilket hade åsamkat Sporrong och Lönnroth skada.

### Det Sporrong-Lönnrothska Priset
I början av 1980-talet initierade Sundberg Tävlingen om det Sporrong-Lönnrothska Priset, vilket sedan 2004 kallas den Nordiska Rättegångstävlingen om de Mänskliga Rättigheterna.
Syftet var att ge nordiska studenter en grundläggande förståelse av Europakonventionens praktiska tillämpning.